# M'tsangamouji
M'tsangamouji és un municipi francès, situat a la col·lectivitat d'ultramar de Mayotte. El 2007 tenia 5.028 habitants.